# Províncias atlânticas do Canadá

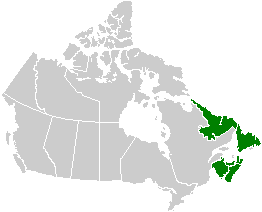
Localização das províncias atlânticas do Canadá.

As províncias atlânticas do Canadá são as províncias canadenses localizadas às margens do Oceano Atlântico, excluindo o Quebec. A população das quatro províncias atlânticas em 2011 foi de cerca de 2.3 milhões de habitantes em meio milhão de km².
As províncias atlânticas são:
- Novo Brunswick
- Ilha do Príncipe Eduardo
- Nova Escócia
- Terra Nova e Labrador